# James F. Reilly
James F. Reilly, född 18 mars 1954  på Mountain flygbas, Idaho, är en amerikansk astronaut uttagen i astronautgrupp 15 den 9 december 1994.

## Karriär
Han arbetade som forskare inom den privata sektorn innan han kom till Nasa. Han blev utvald att påbörja astronaututbildning i december 1994 och påbörjade den ett år långa grundutbildningen i mars året därpå. 

## Rymdfärder
- Endeavour - STS-89
- Atlantis - STS-104
- Atlantis - STS-117